# Stazione di Ogawamachi (Saitama)
La stazione di Ogawamachi (小川町駅?, Ogawamachi-eki) è una stazione ferroviaria situata nella cittadina omonima della prefettura di Saitama in Giappone, ed è servita dalla linea Hachikō della JR East e dalla linea Tōbu Tōjō delle Ferrovie Tōbu.

## Linee
JR East
■ Linea Hachikō
 Ferrovie Tōbu
● Linea Tōbu Tōjō

## Struttura
Un'unica stazione ospita le strutture e i binari dei due operatori: quattro binari con due marciapiedi a isola per le ferrovie Tōbu e due binari con un marciapiede a isola per la linea JR.
| 1-2 | ● Linea Tōbu Tōjō | per Yorii |
| 3-4 | ● Linea Tōbu Tōjō | per Sakado, Wakōshi e Ikebukuro - Via Linea Yurakucho per Shin-Kiba - Via Linea Fukutoshin per Shibuya, via linea Tōkyū Tōyoko per Yokohama e, via linea Minatomirai per Motomachi-Chūkagai |
| 7   | ■ Linea Hachikō   | per Yorii, Matsuhisa, Gunma-Fujioka e Takaski |
| 8   | ■ Linea Hachikō   | per Komagawa, Higashi-Hannō, Haijima e Hachiōji |

## Stazioni adiacenti
| «               | Servizio      | »             |
| Linea Hachikō   | Linea Hachikō | Linea Hachikō |
| --------------- | ------------- | ------------- |
| Myōkaku         | Locale        | Takezawa      |
| Linea Tōbu Tōjō |               |               |
| Musashi-Ranzan  | Tutti i treni | Tōbu-Takezawa |